# Sandra Näslund
Sandra Näslund (Kramfors, 6 juli 1996) is een Zweedse freestyleskiester. Ze vertegenwoordigde haar vaderland op de Olympische Winterspelen 2014 in Sotsji, op de Olympische Winterspelen 2018 in Pyeongchang en op de Olympische Winterspelen 2022 in Peking.

## Carrière
Bij haar wereldbekerdebuut, in maart 2012 in Branäs, scoorde Näslund direct wereldbekerpunten. Op de wereldkampioenschappen freestyleskiën 2013 in Voss eindigde de Zweedse als veertiende op de skicross. In maart 2013 behaalde ze in Åre haar eerste toptienklassering in een wereldbekerwedstrijd. In januari 2014 stond Näslund voor de eerste maal in haar carrière op het podium van een wereldbekerwedstrijd. Tijdens de Olympische Winterspelen van 2014 in Sotsji eindigde de Zweedse als vijfde op het onderdeel skicross.
Op 14 januari 2017 boekte ze in Watles haar eerste wereldbekerzege. In de Spaanse Sierra Nevada nam Näslund deel aan de wereldkampioenschappen freestyleskiën 2017. Op dit toernooi werd ze wereldkampioene op het onderdeel skicross. Tijdens de Olympische Winterspelen van 2018 in Pyeongchang eindigde de Zweedse als vierde op het onderdeel skicross. In het seizoen 2017/2018 won ze zowel de algemene wereldbeker als de skicrosswereldbeker.
Op de wereldkampioenschappen freestyleskiën 2019 in Park City eindigde Näslund als negende op de skicross. In Idre Fjäll nam de Zweedse deel aan de wereldkampioenschappen freestyleskiën 2021. Op dit toernooi veroverde ze de wereldtitel op de skicross. Tijdens de Olympische Winterspelen van 2022 behaalde ze de gouden medaille op de skicross.

## Resultaten

### Olympische Spelen
| Jaar | Plaats      | Resultaten  |
| ---- | ----------- | ----------- |
| 2014 | Sotsji      | 5e Skicross |
| 2018 | Pyeongchang | 4e Skicross |
| 2022 | Peking      | Skicross    |

### Wereldkampioenschappen
| Jaar | Plaats        | Resultaten   |
| ---- | ------------- | ------------ |
| 2013 | Voss          | 14e Skicross |
| 2017 | Sierra Nevada | Skicross     |
| 2019 | Park City     | 9e Skicross  |
| 2021 | Idre Fjäll    | Skicross     |

### Wereldbeker
Eindklasseringen
| Seizoen   | Algm   | SX     |
| --------- | ------ | ------ |
| 2011/2012 | 169e   | 44e    |
| 2012/2013 | 122e   | 26e    |
| 2013/2014 | 22e    | 5e     |
| 2014/2015 | 89e    | 21e    |
| 2015/2016 | 14e    | 4e     |
| 2016/2017 | 7e     | Zilver |
| 2017/2018 | Goud   | Goud   |
| 2018/2019 | 4e     | Zilver |
| 2019/2020 | Zilver | Goud   |
| 2020/2021 | –      | 8e     |

Wereldbekerzeges
| Datum            | Plaats       | Onderdeel |
| ---------------- | ------------ | --------- |
| 14 januari 2017  | Watles       | Skicross  |
| 11 februari 2017 | Idre         | Skicross  |
| 7 december 2017  | Val Thorens  | Skicross  |
| 12 december 2017 | Arosa        | Skicross  |
| 22 december 2017 | Innichen     | Skicross  |
| 13 januari 2018  | Idre         | Skicross  |
| 14 januari 2018  | Idre         | Skicross  |
| 20 januari 2018  | Nakiska      | Skicross  |
| 4 maart 2018     | Sunny Valley | Skicross  |
| 22 december 2018 | Innichen     | Skicross  |
| 16 februari 2019 | Feldberg     | Skicross  |
| 17 februari 2019 | Feldberg     | Skicross  |
| 6 december 2019  | Val Thorens  | Skicross  |
| 18 januari 2020  | Nakiska      | Skicross  |
| 26 januari 2020  | Idre Fjäll   | Skicross  |
| 19 februari 2021 | Reiteralm    | Skicross  |
| 11 december 2021 | Val Thorens  | Skicross  |
| 12 december 2021 | Val Thorens  | Skicross  |
| 19 december 2021 | Innichen     | Skicross  |
| 20 december 2021 | Innichen     | Skicross  |
| 14 januari 2022  | Nakiska      | Skicross  |
| 15 januari 2022  | Nakiska      | Skicross  |
| 22 januari 2022  | Idre Fjäll   | Skicross  |
| 23 januari 2022  | Idre Fjäll   | Skicross  |